# Filarmonica „George Enescu” din București

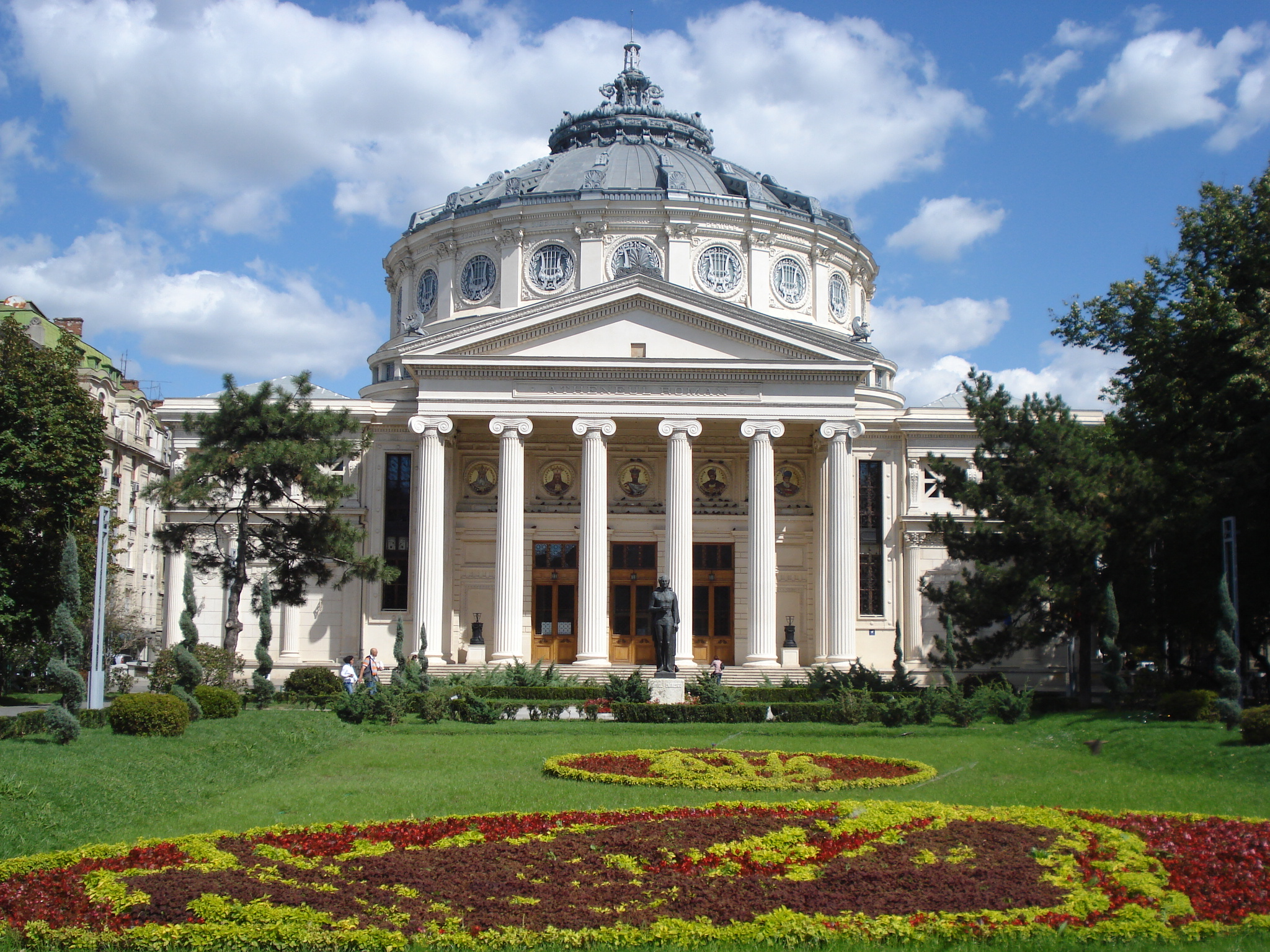
Ateneul Român, sediul Filarmonicii George Enescu

Filarmonica George Enescu este o instituție muzicală reprezentativă a României. Fondată în anul 1868, „Societatea Filarmonică Română”, sub conducerea lui Eduard Wachmann, avea ca scop organizarea unei orchestre simfonice permanente, în vederea propagării culturii muzicale și popularizării capodoperelor muzicii clasice. Sub bagheta inițiatorului său, „Societatea Filarmonică Română” a organizat primul concert în luna decembrie a aceluiași an. 
Odată cu inaugurarea palatului Ateneului Român, la 14/26 februarie 1888, concertele au început să se desfășoare în acest loc, așa cum se întâmplă și în prezent, Ateneul Roman devenind emblemă a culturii românești și sediu al Filarmonicii. Lui Wachmann, care a condus prima orchestra simfonică permanentă până în 1907, i-a succedat Dimitrie Dinicu (1868-1936), iar acestuia, din 1920, George Georgescu (1887-1964), dirijor remarcabil, elev al lui Arthur Nikisch și Richard Strauss. În perioada directoratului lui George Georgescu, repertoriul s-a modernizat, iar Filarmonica a intrat în circuitul muzical internațional prin participarea la primele turnee peste hotare și invitarea unor mari personalități ale lumii muzicale interbelice precum: Jacques Thibaud, Pablo Casals, Igor Stravinski, Enrico Mainardi, Alfred Cortot, Maurice Ravel, Richard Strauss, Yehudi Menuhin sau Herbert von Karajan.
După război, instituția și-a diversificat activitatea: se înființează Corul academic, se constituie un valoros corp de soliști (concertiști și cântăreți), diverse ansambluri camerale (de la orchestră pană la trio cu pian). În anul 1951 se înființează primul Cvartet de Soliști ai Filarmonicii format din soprana Emilia Petrescu, mezzosoprana Elena Cernei, tenorul Aurel Alexandrescu și bas-baritonul Alexandru Voinescu, artiști cu extraordinară pregătire tehnică vocală și stilistică datorită cărora au fost considerați de public și de critica de specialitate drept Cvartetul de Aur al Filarmonicii.
După moartea lui George Enescu, în 1955, Filarmonica îi poartă numele. La conducerea acestei instituții muzicale s-au mai succedat: Constantin Silvestri, Mircea Basarab, Dumitru Capoianu, Ion Voicu, Mihai Brediceanu. 
Pe lângă concertele simfonice și camerale curente (aproximativ 300 anual), Filarmonica a înregistrat zeci de discuri LP și CD și a întreprins turnee de răsunet în Europa, Asia și Extremul Orient, câștigându-și astfel un binemeritat renume internațional.
În anul 2010 se înființează  Fundația George Enescu" care are ca scop susținerea, promovarea și integrarea valorilor culturale românești în circuitul artistic internațional prin crearea, organizarea și susținerea de evenimente artistice cu participarea celor mai proeminente personalități ale scenelor muzicale mondiale, să continue o tradiție a excelenței în demersul muzical și totodată regăsirea și perpetuarea unui climat artistic remarcabil, precum și refacerea, conservarea și valorificarea culturală a patrimoniului național.

## Numismatică
Banca Națională a României pune în circulație, începând cu 16 iulie 2018, cu ocazia împlinirii a 150 de ani de la înființarea Filarmonicii Române din București, o monedă aniversară, din argint, cu valoarea nominală de 10 lei. Titlul monedei este de 999‰. Moneda este rotundă, cu un diametru de 37 mmm, greutatea de 31,103 grame, iar cantul monedei este zimțat. Întreaga emisiune de 200 de exemplare este de calitate proof.